# Agua Blanca, Jutiapa
Agua Blanca je općina u departmanu Jutiapa u Gvatemali. Grad je poznat po izvozu mliječnih proizvoda za gvatemalsko tržište, te po rodeu. 

## Povijest
Godine 1810. je grad izgrađen kao municiplij. Grad je dobio ime prema mnogobrojnim izvorima vode u blizini grada. Od tada do danas grad je treći po veličini u departmanu Jutiapa, poslije Jutiape i i Pasaca. Tijekom povijesti grad se brzo razvijao, te je stanovništvo brzo raslo.